# Carlos Zbinden
Carlos Zbinden, född 2 december 1976, är en friidrottare från Chile. Han deltog vid olympiska sommarspelen 2000.